# Opération 14 juillet
Pour les articles homonymes, voir Quatorze-Juillet.
L'opération 14 juillet, surnommée opération Villepin,,, est une opération militaire française menée entre le 9 et le 13 juillet 2003 en Amérique du Sud pour tenter de libérer Íngrid Betancourt, otage aux mains des Forces armées révolutionnaires de Colombie (FARC) depuis le 23 février 2002.

## Contexte
Íngrid Betancourt, femme politique franco-colombienne, est candidate à l'élection présidentielle colombienne du 26 mai 2002.
Le 23 février 2002, alors qu'elle se rend dans l'ancienne zone démilitarisée censée avoir été libérée de la présence des FARC, elle est capturée et prise en otage aux côtés de Clara Rojas.

## Déroulement de l'opération
Au début du mois de juillet 2003, la sœur d'Íngrid Betancourt est informée par les autorités colombiennes de sa possible libération sur la base d'un renseignement fourni par un paysan. Informé, le ministre des Affaires étrangères, Dominique de Villepin, décide alors de monter une opération de libération,.
Le 9 juillet 2003, un avion de transport Hercules-C130 avec à son bord 11 militaires de la direction générale de la Sécurité extérieure (DGSE), des diplomates et le chef adjoint de cabinet du ministre des Affaires étrangères français se pose alors à l'aéroport de Manaus, au Brésil. Villepin n'a informé ni les autorités brésiliennes, ni les autorités colombiennes de la présence des militaires français sur leur sol et de leurs intentions,, pas plus que le reste de l'exécutif français (le président de la République, Jacques Chirac, le Premier ministre, Jean-Pierre Raffarin, et le ministre de l'Intérieur, Nicolas Sarkozy, rival de Villepin).
Les autorités brésiliennes se rendent compte de la supercherie et la libération n'a finalement pas lieu. Le 13 juillet 2003, l'avion transportant les agents français décolle et rentre en France.